# Lijst van Heinkel-vliegtuigen
Dit is een overzicht van de Heinkel-vliegtuigen. 

## Indeling volgens numerieke benaming
- Heinkel He 37, jachtvliegtuig, tweedekker.
- Heinkel He 38, jachtvliegtuig, tweedekker.
- Heinkel He 43, jachtvliegtuig, tweedekker.
- Heinkel He 45, bommenwerper en trainingsvliegtuig.
- Heinkel He 46, Verkenningsvliegtuig.
- Heinkel He 49, jachtvliegtuig, tweedekker.
- Heinkel He 50, verkenningsvliegtuig en duikbommenwerper, tweedekker.
- Heinkel He 51, jachtvliegtuig en nabije ondersteuning, tweedekker.
- Heinkel He 59, Verkennings- en zeevliegtuig, tweedekker.
- Heinkel He 60, Boordvliegtuig, tweedekker.
- Heinkel He 70,  "Blitz", eenmotorig transport en postvliegtuig, 1932.
- Heinkel He 72 Kadett, opleidingsvliegtuig.
- Heinkel He 74, jachtvliegtuig tevens geavanceerd opleidingsvliegtuig (prototype)
- Heinkel He 100, jachtvliegtuig.
- Heinkel He 111, bommenwerper.
- Heinkel He 112, jachtvliegtuig.
- Heinkel He 113, alternatieve benaming voor de Heinkel He 100's, die voor propaganda-doeleinden werden gebruikt.
- Heinkel He 114, Verkennings- en zeevliegtuig.
- Heinkel He 115, zeevliegtuig, algemene dienst.
- Heinkel He 116, passagiers-  en transportvliegtuig.
- Heinkel He 119, snelle eenmotorige bommenwerper (prototype) die in 1937 werd geconverteerd in een verkenningsvliegtuig.
- Heinkel He 120, viermotorig passagiersvliegboot voor de lange-afstand (projectfase in 1938).
- Heinkel He 162 Volksjäger, jachtvliegtuig, jetaandrijving.
- Heinkel He 172, opleidingsvliegtuig (prototype).
- Heinkel He 176, experimenteel vliegtuig, raketaandrijving (prototype).
- Heinkel He 177 Greif, lange-afstandsbommenwerper.
- Heinkel He 178, experimenteel vliegtuig, jetaandrijving.
- Heinkel He 219 Uhu, nachtjager.
- Heinkel He 274, bommenwerper vanop grote hoogten.
- Heinkel He 280, jachtvliegtuig, jetaandrijving.
- Heinkel He 343, was een project voor een bommenwerper, zwaar jachtvliegtuig en verkenningsvliegtuig
- Heinkel He 519, snelle bommenwerper gebaseerd op Heinkel He 119 (projectfase).
- Heinkel He 535, Nachtjager / jachtvliegtuig (Project).

## Indeling volgens toepassing

### Bommenwerper en grondaanvalsvliegtuig
Dit zijn de Heinkel-bommenwerpers die bij de Luftwaffe deelnamen aan de Tweede Wereldoorlog.
- Heinkel He 45, bommenwerper en trainingsvliegtuig.
- Heinkel He 50, verkenningsvliegtuig en duikbommenwerper, tweedekker.
- Heinkel He 111, bommenwerper.
- Heinkel He 177 Greif, langeafstandsbommenwerper.
- Heinkel He 274, bommenwerper voor grote hoogten.
- Heinkel He 343, bommenwerper aangedreven door 4 straalmotoren.
- Heinkel He 519, snelle bommenwerper gebaseerd op Heinkel He 119 (projectfase).

### Experimenteel vliegtuig
- Heinkel He 111Z, 2 aan elkaar gehechte Heinkels
- Heinkel He 119, snelle eenmotorige bommenwerper (prototype) die in 1937 werd geconverteerd in een verkenningsvliegtuig.
- Heinkel He 176, experimenteel vliegtuig, raketaandrijving (prototype).
- Heinkel He 178, experimenteel vliegtuig, jetaandrijving.

### Verkenningsvliegtuig
Dit zijn de Heinkel-verkenningsvliegtuigen die bij de Luftwaffe deelnamen aan de Tweede Wereldoorlog.
- Heinkel He 46, Verkenningsvliegtuig.
- Heinkel He 50, verkenningsvliegtuig en duikbommenwerper, tweedekker.
- Heinkel He 59, Verkennings- en zeevliegtuig, tweedekker.
- Heinkel He 60, Verkenningsvliegtuig gemonteerd op schepen, tweedekker.
- Heinkel He 114, Verkennings- en zeevliegtuig.
- Heinkel He 116, Transport- en verkenningsvliegtuig.
- Heinkel He 119, snel verkenningsvliegtuig gebaseerd op het prototype van de snelle eenmotorige bommenwerper.

### Jacht- en onderscheppingsvliegtuig
Dit zijn de Heinkel-jachtvliegtuigen en onderscheppingsvliegtuigen die bij de Luftwaffe deelnamen aan de Tweede Wereldoorlog.
- Heinkel He 37, jachtvliegtuig, tweedekker.
- Heinkel He 38, jachtvliegtuig, tweedekker.
- Heinkel He 43, jachtvliegtuig, tweedekker.
- Heinkel He 49, jachtvliegtuig, tweedekker.
- Heinkel He 51, jachtvliegtuig en nabije ondersteuning, tweedekker.
- Heinkel He 100, jachtvliegtuig.
- Heinkel He 112, jachtvliegtuig.
- Heinkel He 113, alternatieve benaming voor de Heinkel He 100.
- Heinkel He 162 Volksjäger, jachtvliegtuig, jetaandrijving.
- Heinkel He 219 Uhu, nachtjager.
- Heinkel He 280, jachtvliegtuig, jetaandrijving.

### Transport- en dienstvliegtuig
- Heinkel He 70,  "Blitz", eenmotorig transport en postvliegtuig, 1932
- Heinkel He 115, zeevliegtuig, algemene dienst.
- Heinkel He 120, viermotorig passagiersvliegboot voor de lange afstandpassagier (projectfase in 1938).

### Opleidingsvliegtuig
- Heinkel He 72 Kadett, opleidingsvliegtuig.
- Heinkel He 74, jachtvliegtuig + geavanceerd opleidingsvliegtuig (prototype)
- Heinkel He 172, opleidingsvliegtuig (prototype).

### Vliegtuigen in de Luftwaffe tijdens Tweede Wereldoorlog
Dit zijn de gebruikelijke Heinkel-vliegtuigen die bij de Luftwaffe deelnamen aan de Tweede Wereldoorlog.
- Heinkel He 45.
- Heinkel He 46.
- Heinkel He 59.
- Heinkel He 60.
- Heinkel He 111.
- Heinkel He 114.
- Heinkel He 115.
- Heinkel He 162.
- Heinkel He 177.
- Heinkel He 219.

### Projecten tot 1945
- He P.1007
- He P.1068
- He P.1073
- He P.1076
- He P.1077 "Julia"
- He P.1078
- He P.1079
- He P.1080
- He 535
- Lerche
- Wespe